# Året Runt
Året Runt är en veckotidning som grundades 1946 av Åhlén & Åkerlunds förlag (nuvarande Bonnier Tidskrifter) under mottot "Stad och land hand i hand" och har under decennier varit Sveriges största veckotidning.[källa behövs] Chefredaktör är Åsa Liliegren, och tidningen ges ut av Aller Media. 

## Historia
Premiärnumret kom ut 1946 och idén bakom tidningen kom från Åhlén och Åkerlunds chef Albert ”Abbe” Bonnier jr, med inspiration från den brittiska tidningen "The Year Around". Året Runt blev dock ingen succé förrän 1950, då journalisten Sven Broman blev chefredaktör. Därefter sålde den upp emot en halv miljoner tidningar i veckan.
Sven Broman vann 1979 Stora Journalistpriset för Året Runt i kategorin Veckotidningar med motiveringen: "För att han under ett år då veckopressen i allmänhet tappat läsare med sin journalistiska allroundskicklighet lyckats förnya och bära vidare Året Runtstradition som den typiskt svenska veckotidningen."
Tidningen slogs 1952 samman med Vårt Hem och hade 1952–1960 namnet Året runt, Vårt hem Året Runt räknas som familjetidning, men omkring 75 % av dess läsare är kvinnor.
Veckotidningen Året Runts innehåll publiceras på webbplatsen allas.se tillsammans med innehåll från flera andra av Aller Medias veckotidningar.

## Chefredaktörer i urval
- Arne Holmström -1950
- Sven Broman 1950-
- Lillan Ehrenholm-Daun (till 2007)[7]
- Eva-Stina Sandstedt (2007-2017)[7]
- Pia Ljungqvist (2017-2019)[8]
- Susanne Lindén (2019-2022)[8]
- Åsa Liliegren (2022-